# Уитни, Рэй
Рэй Уитни (англ. Ray Whitney; 8 мая 1972, Форт Саскачеван, Альберта) — профессиональный канадский хоккеист. Амплуа — крайний нападающий.
На драфте НХЛ 1991 года был выбран во 2 раунде под общим 23 номером командой «Сан-Хосе Шаркс». 6 ноября 1997 года приобретён с драфта отказов командой «Флорида Пантерз». 13 марта 2001 года обменян в «Коламбус Блю Джекетс». 29 июля 2003 года как неограниченно свободный агент подписал контракт с «Детройт Ред Уингз». 6 августа 2005 года как неограниченно свободный агент подписал контракт с «Каролиной Харрикейнз». 1 июля 2010 года как неограниченно свободный агент подписал двухлетний контракт с «Финикс Койотис».

## Достижения
- Обладатель Кубка Стэнли, 2006 («Каролина Харрикейнз»)
- Участник матча «Всех звёзд» НХЛ (2000, 2003)
- Обладатель Президентского кубка и Мемориального кубка (1991)

## Статистика
| Легенда | Легенда                    | Легенда | Легенда                   | Легенда | Легенда    |
| ------- | -------------------------- | ------- | ------------------------- | ------- | ---------- |
| И       | Количество проведённых игр | Штр     | Штрафное время            | +/−     | Плюс-минус |
| Г       | Голы                       | П       | Голевые передачи          | О       | Очки       |
| -       | Статистика неизвестна      | —       | Статистика не учитывалась |         |            |